# زانکت فایت این دفرگن
زانکت فایت این دفرگن (به آلمانی: Sankt Veit in Defereggen) یک منطقهٔ مسکونی در اتریش است که در لاینس واقع شده‌است. زانکت فایت این دفرگن ۶۱٫۴۸ کیلومتر مربع مساحت دارد ۱٬۴۹۵ متر بالاتر از سطح دریا واقع شده‌است.